# Verwaltungsgemeinschaft Freiberg
Die Verwaltungsgemeinschaft Freiberg war eine Verwaltungsgemeinschaft im Freistaat Sachsen. Sie lag im Zentrum des Landkreises Mittelsachsen etwa 34 km östlich von Chemnitz und zirka 30 km westlich der Landeshauptstadt Dresden. Landschaftlich befindet sich das ehemalige Gemeinschaftsgebiet in den nördlichen Ausläufern des Erzgebirges im Tal der Freiberger Mulde und deren umliegenden Höhenrücken. Im Verwaltungsgebiet kreuzten sich die Bundesstraßen 173 und 101. Nördlich des ehemaligen Gemeinschaftsgebietes verläuft die Bundesautobahn 4, welche über den Anschluss Siebenlehn (zirka neunzehn Kilometer) erreichbar ist. Freiberg liegt auch an der Bahnstrecke Chemnitz–Dresden.
Mit dem Zusammenschluss von Bobritzsch und Hilbersdorf zur Gemeinde Bobritzsch-Hilbersdorf am 1. Januar 2012 wurde die Verwaltungsgemeinschaft aufgelöst. Im Zuge der Auflösung wurde das Industriegebiet Muldenhütten von Hilbersdorf ohne Gegenleistungen an die Stadt Freiberg abgetreten.

## Die Gemeinden mit ihren Ortsteilen
- Freiberg mit den Ortsteilen Freiberg (Stadt), Kreuzermark, Rosine, Langenrinne, Zug, Halsbach (Freiberg), Kleinwaltersdorf, Lossnitz und Steinberg (Freiberg)
- Hilbersdorf mit dem Ortsteil Muldenhütten